# Ижевский, Василий Петрович
Василий Петрович Ижевский (4 (16) июня 1863 — 23 октября 1926) — русский и советский учёный-металлург, профессор, специалист по доменному производству, электрометаллургии, металлографии, термообработке.

## Биография
Василий Ижевский родился 4 (16) июня 1863 год в Рязани. В 1887 году окончил физико-математический факультет Московского университета, был оставлен на кафедре химии. Вскоре вынужден был покинуть университет из-за участия в студенческих выступлениях. Работал химиком на Никольской мануфактуре во Владимире. С 1892 года преподавал в Московском университете, с 1895 году — в Московском сельскохозяйственном институте. С 1899 года — преподаватель Киевского политехнического института (с 1905 года — профессор). Организовал в институте кафедру металлургии.
Автор работ по доменному производству, металлографии, электрометаллургии и термообработке. Объяснил явление зависания шихты в доменных печах и предложил способ его устранения. Создал ряд реактивов для травления шлифов (так называемые реактивы Ижевского), широко используемых в металлографии. Разработал несколько оригинальных конструкций электрической печи, обращённого газогенератора и непрерывно действующей вертикальной углевыжигательной печи. Предложил метод нагрева стали перед закалкой в расплавленных солях. Среди его учеников — советские металлурги И. П. Бардин и Н. П. Чижевский.
Умер 23 октября 1926 года. Похоронен в Киеве на Лукьяновском кладбище (участок № 21, ряд 11, место 10).

## Сочинения
- Зависание доменной шихты, ч. 1, в кн.: Сборник технических статей. Приложение к горно-заводскому листку, 1903, № 3. 1904, № 2, 3. 11, 1906, № 5;
- Новейшая проблема в доменном деле, там же, 1905, № 4, 9. Электрометаллургия железа и стали, там же, 1905, № 10, 11, 1907. № 5;
- Новая электрическая печь для плавки стали. Доклад…, «Технический вестник», 1908, № 4;
- Система учёта доменного баланса, [Доклад…], «Журнал Русского металлургического об-ва», 1912, № 2;
- Реторта внутреннего нагрева… или «Тепловик», там же, 1925, № 1.